# Stetchkin APS

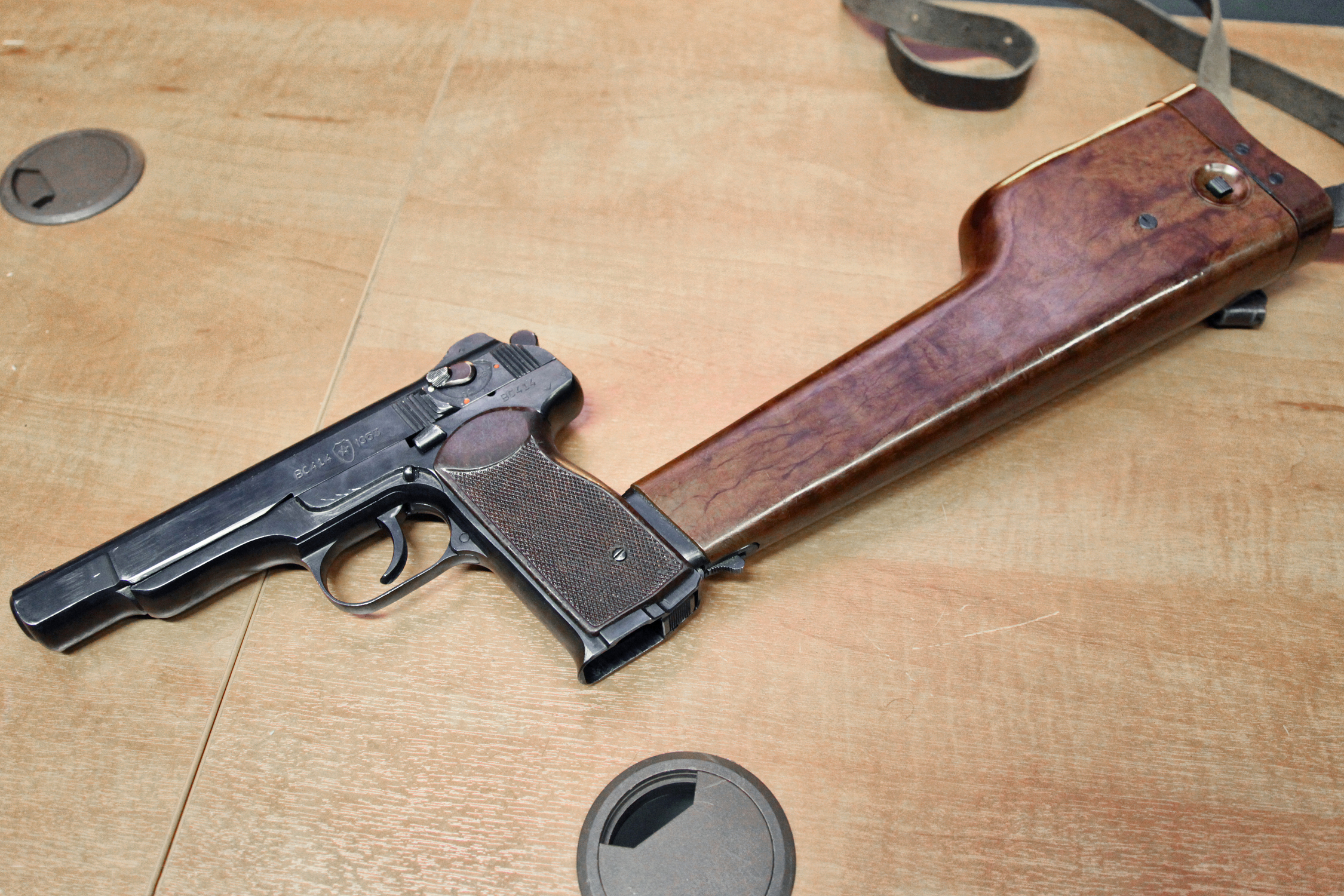
Pistolet automatique Stetchkine.

Le pistolet automatique Stetchkin (en russe : Автоматический Пистолет Стечкина, Avtomatitcheski Pistolet Stetchkina, ou APS) est une arme compacte soviétique. Il fut produit pour armer l'Armée rouge et le KGB entre 1951 et 1975.

## Présentation
Conçu par Igor Yakovlevich Stechkin, il s'agit d'une variante agrandie du Makarov PM. Les deux armes fonctionnent en double action avec une culasse non calée. Néanmoins, l'APS peut tirer en rafales grâce à un sélecteur de tir couplé au levier de sécurité et dispose d'une hausse basculante. Enfin, le pistolet Stetchkin peut être équipé d'une crosse-étui en bois visiblement inspirée de celle du Mauser C96.

## Engagements
L'APS fut utilisé durant la Crise constitutionnelle russe. On retrouve cette arme au cours de l'invasion de l'Ukraine par la Russie.

## Variantes
- APS : modèle standard.
- Modèle commercial : exemplaires privés du mécanisme de tir automatique pour être vendus sur les marchés civils européens et nord-américain.
- APS/APSB : version modernisée du modèle APS munie d'un canon plus long recevant un silencieux et une crosse trombone.

## Données numériques
- Munition : 9 × 18 mm Makarov
- Longueur de l'arme sans son étui-crosse : 225 mm
- Longueur de l'arme avec son étui-crosse : 540 mm
- Masse de l'arme
  - avec un chargeur vide : 1020 g
  - avec un chargeur plein : 1220 g
- Canon : 140 mm
- Chargeur : 20 cartouches
- Cadence de tir théorique : 600 coups par minute